# Blitzkrieg (sê-ri trò chơi)
Blitzkrieg là một tập hợp trò chơi máy tính thuộc thể loại chiến thuật thời gian thực (RTT) lấy bối cảnh Thế chiến II.

## Lối chơi
Tương tự như dòng game Sudden Strike nhưng Blitzkrieg chỉ tập trung vào trận chiến chứ không phải về các mặt chiến lược thời gian thực như xây dựng căn cứ và mua quân.

### Chơi mạng
Mỗi phiên bản Blitzkrieg đã bao gồm khả năng chơi nối mạng nhiều người chơi đối đầu lẫn nhau. Với mục mới nhất trong dòng game Blitzkrieg 3 đã thực hiện các yếu tố của dạng trò chơi chiến lược thời gian thực trực tuyến nhiều người chơi.

## Các phiên bản

### Blitzkrieg
Blitzkrieg (tiếng Nga: Блицкриг) là trò chơi chiến thuật thời gian thực dựa trên các sự kiện của Thế chiến II. Game cho phép người chơi vào vai sĩ quan chỉ huy trong các trận chiến của Thế chiến II xảy ra ở châu Âu và Bắc Phi.

### Blitzkrieg 2
Blitzkrieg 2 (tiếng Nga: Блицкриг II) là một sự phát triển của phiên bản tiền nhiệm Blitzkrieg. Trò chơi diễn ra ở châu Phi, Nga, Thái Bình Dương và châu Âu, với sự hiện diện của 6 phe phái khác nhau được mô tả trong game sẽ tham chiến ở mỗi trận đánh căn cứ của mình trong chiến tranh.

### Blitzkrieg 3
Blitzkrieg 3 (tiếng Nga: Блицкриг III) là trò chơi chiến lược thời gian thực trực tuyến nhiều người chơi đang trong quá trình phát triển dựa trên các sự kiện của Thế chiến II và là phần tiếp theo Blitzkrieg 2.